# Ulrich Lüttge
Ulrich Ernst Lüttge (* 16. Juli 1936 in Berlin) ist ein deutscher Botaniker und Hochschullehrer. Bekannt wurde er auch als Autor von Lehrbüchern.

## Leben
Lüttge studierte zwischen 1954 und 1959 an der LMU München. Zwischen 1959 und 1960 wechselte er an die damalige TH Darmstadt, wo er im Jahr 1960 promovierte. Im Jahr 1964 habilitierte er sich ebenfalls an der TH Darmstadt, 1965 wurde er dort zum Dozenten ernannt. Im Jahr 1970 wurde er an der Universität Darmstadt zum ordentlichen Professor berufen, wo er bis zu seiner Emeritierung im Jahr 2004 wirkte. Zwischen 1993 und 2000 war er Sprecher des Sonderforschungsbereichs 199 „Molekulare Ökophysiologie der Pflanzen“.
Im Jahr 1992 wurde Lüttge zum Mitglied der Academia Europaea gewählt, im Jahr 1996 zum Mitglied der Leopoldina. Lüttge ist weiterhin seit 2002 Ehrenmitglied der Deutschen Botanischen Gesellschaft.
Bekannt wurde Lüttge auch durch ein verbreitetes Lehrbuch der Botanik, das er zusammen mit Manfred Kluge und der Grafikerin  Gabriela Bauer verfasst hat und das im Jahr 2012 in der sechsten Auflage erschienen ist. Im Jahr 2010 erschien von Lüttge und zwei weiteren Autoren ein umfangreiches Lehrbuch „Botanik: die umfassende Biologie der Pflanzen“ in der ersten Auflage.
Lüttge ist seit 1962 verheiratet und hat drei Kinder.

## Funktionen in Gesellschaften und Gremien (Auswahl)
- 1998–1999 Review Committee Biological Research, Vereniging van Universiteiten der Niederlande (VSNU)
- 1994–2001 Auswahlkommission „Deutsche nach Übersee“ des Deutschen Akademischen Austauschdienstes (DAAD)
- 1979–2000 Vertrauensdozent der Studienstiftung des Deutschen Volkes
- 1976–1984 Gewählter Gutachter der Deutschen Forschungsgemeinschaft

## Veröffentlichungen (Auswahl)
- Ulrich Lüttge, Manfred Kluge, Gerhard Thiel: Botanik : die umfassende Biologie der Pflanzen, Weinheim : Wiley-VCH-Verlag 2010, ISBN 978-3-527-32030-1.[4]
- Ulrich Lüttge, Manfred Kluge: Botanik : die einführende Biologie der Pflanzen [mit Web-Seite & Übungsaufgaben], 6. aktualisierte Auflage, Wiley-VCH-Verlag, Weinheim 2012, ISBN 978-3-527-33192-5 (erste Auflage 1988).
- Physiological ecology of tropical plants, 2. Auflage, Springer: Berlin, Heidelberg 2008, ISBN 978-3-540-71792-8 (erste Auflage 1997)